# Pleuratus I
Pleuratus I was een Illyrische koning. Zijn heerschappij duurde van 356 tot 335 v.Chr.. Pleuratus I wist de Macedonische expansie van de Macedonische koning Filip II te voorkomen. Zijn zoon Glaucias volgde zijn heerschappij op.